# Dominique (voornaam)
Dominique is een Franse voornaam van Latijnse oorsprong voor zowel vrouwen als mannen. Het betekent "van de Heer".
Verwante namen zijn Domaneke, Domanique, Domenica, Domeniga, Domenique, Domenico, Domonique, Dominike, Domineke, Dominga, Domingo, Domingos, Dominguinhos, Domini, Dominica, Dominika, Dominyka, Domino, Dominic, Domitia, en Domenika. Bijnamen of verkorte vormen zijn Meeka, Mika, Nico, en Nikki.

## Mensen

### Voornaam
- Dominique Baudis (1947–2014), Frans politicus
- Dominique Dawes (1976), Amerikaans gymnast
- Dominique de Villepin (1953), Frans politicus en Eerste Minister van Frankrijk
- Dominique Dunne (1959–1982), Amerikaanse actrice
- Dominique Mbonyumutwa (1921–1986), Rwandees politicus en president
- Dominique Moceanu (981), Amerikaans gymnast
- Dominique Moïsi (1946), Frans politiek wetenschapper
- Dominique Monami (1973), Belgisch tennisspeelster
- Dominique Perrault (1953), Frans architect
- Dominique Phinot (1510–1556), Frans componist
- Dominique Pinon (1955), Frans acteur
- Dominique Rocheteau (1955), Frans voetballer
- Dominique Sanda (1954), Frans actrice en model
- Dominique Strauss-Kahn (1949), Franse econoom en politicus
- Dominique Swain (1980), Amerikaanse actrice
- Dominique Venner (1935–2013), Franse historicus
- Dominique Wilkins (1960), Amerikaans basketbalspeler

## Fictie
- Dominique Derval, fictief personage in de Bond-film Thunderball
- Dominique Deveraux, fictief personage in de Amerikaanse tv-serie Dynasty
- Dominique Weasley, fictief personage in de Harry Potter-reeks